# ステシコロス
ステシコロス（古希: Στησίχορος, Stēsichoros, 紀元前7世紀 - 紀元前6世紀）は、古代ギリシアの抒情詩人である。ステーシコロスと長母音表記されることもある。シケリアのヒメラの出身。
「ステシコロス」という名前は、「コロスを立てた者」という意味である。ヘレニズム時代のアレクサンドリアの学者たちはステシコロスを9歌唱詩人の1人とした。他の8詩人同様、ステシコロスの作品のほとんどは失われているが、断片や、後世の著作での引用や説明を通じて、現代でも知られている。

## 概要
『スーダ辞典』はステシロコスの出身地についてシケリア島のヒメラのほかに、南イタリアのマタウロスとする説を挙げ、生没年はそれぞれ第37オリュムピア紀（前632年-前628年）、第56オリュムピア紀（前556年-前552年）と伝えている。親についてはエウクレイデス、エウエテス、ヘシオドスの3つの説を挙げている。また2人の兄弟、幾何学者マメルティノスと立法家ヘリアナクスがいた。作品は全26巻。本名はティシアスだが、コロス choros（合唱隊）を初めてステサイ stēsai（組織）したためにステシコロスと呼ばれたという。
トロイア戦争を扱ったいくつかの詩がステシコロスの作品と考えられ、他にも、アイスキュロスの『オレステイア』はステシコロスの同名作品の影響を受けたものだと信じられている。また怪物ゲリュオンについての詩も断片が残っていて、12の功業の10番目の命令として、ゲリュオンの赤い牛を盗むことになったヘラクレスがゲリュオンを倒す、という内容である。
ステシコロスはまた、そのパリノード（パリノーディアー、改詠詩）と、それを取り巻く伝説でも有名である。伝えられるところでは、ステシコロスはヘレネとトロイア戦争の伝統的な物語について否定的な詩を書いたところ、たちまち盲目になってしまった。そこでヘレネについての非難を撤回するパリノードを作ったら、奇跡的に視力が戻った、ということである。以降、ステシコロスは本当のヘレネはエジプトに残り、その父ゼウスが作った幻がトロイアに行ったという考えを推し進めた。プラトンは『パイドロス』の中でステシコロスのその断片の出だしを書いて現在に伝えている。「その話は真実にあらず/汝ヘレネはよく漕ぎ進む船には乗らず/汝トロイアの町にも行かず」。
一般に、ステシコロスの作品はホメロスの作品と密接に対応していると言われている。ステシコロスは叙事詩的なテーマを好んだが、ホメロスと違い、性愛詩で有名である。アテナイオスは、ステシコロスの恋愛歌は有名で、パイデイア（paideia）とパイディカ（paidika）として知られる種類のもの、すなわち少年愛の歌だったと言及している。

## 日本語訳
- 『ギリシア合唱抒情詩集 アルクマン他』丹下和彦訳、京都大学学術出版会（2002年）。